# Terremoto del océano Índico de 2012
El terremoto del océano Índico de 2012 fue un terremoto submarino de 8,6 en la escala de magnitud de momento que ocurrió cerca de la provincia indonesia de Aceh el miércoles 11 de abril de 2012 a las 15:38 hora local. Debido a su alta magnitud, el Centro de Alerta de Tsunamis del Pacífico, emitió una alerta de tsunami para los países con costa en el océano Índico, sin embargo las alertas fueron canceladas horas después. Este terremoto fue el más fuerte del 2012 y la magnitud del movimiento es inusualmente alta para el tipo de ruptura del sismo. El terremoto ha sido el decimotercero más fuerte registrado hasta el momento.

## Información tectónica
El epicentro del terremoto fue dentro de la placa Indoaustraliana que se divide en tres placas tectónicas distintas. En su límite, las placas de la India y Australia convergen a 11 milímetros por año en dirección norte-noroeste hacia el sursureste. En esta zona ocurre la deformación de las placas tectónicas en dirección norte-sur, la falla generada por ese movimiento de placas, generó el terremoto que vino a activar la sismicidad en esa zona de la falla.
Tanto como el terremoto principal y la réplica de 8,2, se clasificaron como terremotos de desgarre, esto quiere decir, que durante ambos sismos, la falla en vez de tener un movimiento vertical -generando un posterior tsunami-, se movió hacia los lados -evitando que se generara un maremoto-.
Desde el 2006, el USGS viene registrando este tipo de terremotos y habían estado investigando este fenómeno, pero no fue hasta después de estos dos megaterremotos que confirmaron sus hipótesis.

## Historia
El 11 de abril de 2012, a las 15:38 hora local, un sismo de 8,6 en la escala de magnitud de momento se registró en Aceh, Indonesia, en la misma región donde ocurrió el Terremoto y Tsunami de 2004 en Sumatra-Andamán, Indonesia, aterrando a la gente sobre la posibilidad de un nuevo Tsunami. Inicialmente, las autoridades temían que el terremoto causara un tsunami y las advertencias fueron emitidas a través del océano Índico. Sin embargo, estas fueron rebajadas posteriormente y horas después canceladas.
El terremoto se percibió en Indonesia, Tailandia, Malasia, Sri Lanka, India, Bangladés, Vietnam, Maldivas y Singapur. El terremoto fue el más fuerte desde el año 1900 y fue inusualmente fuerte para el mecanismo del sismo.
El Centro de Alerta de Tsunamis del Pacífico, institución dependiente de la Administración Nacional Oceánica y Atmosférica de Estados Unidos, emitió una alerta de tsunami preventiva para Indonesia, India, Sri Lanka, Australia, Birmania, Tailandia, Maldivas, Malasia, Mauritius, Isla de Reunión, Seychelles, Pakistán, Somalia, Omán, Madagascar, Irán, UAE, Yemen, Comores, Bangladés, Tanzania, Irán, Mozambique, Kenia, Islas Crozet, Islas Kerguelen, Sudáfrica y Singapur. La alerta de tsunami fue cancelada horas después de conocerse el tipo de terremoto.

## Réplicas
Una réplica de 8,2 ocurrió a 16,4 kilómetros de profundidad cerca de Sumatra a las 10:43 UTC, dos horas después del terremoto principal. Después del terremoto de 8,6 se registraron 111 réplicas con magnitudes superiores a los 4,0 según el USGS, incluida una de magnitud 6,2 el 15 de abril
Pequeñas olas del tsunami que no superaron los 50 centímetros fueron reportadas en la Bahía de Campbell, específicamente en el área de la Isla Gran Nicobar y olas de 10 centímetros fueron avistadas en Tailandia. La Agencia de Meteorología, Climatología y Geofísica de Indonesia reportó que en la costa de Aceh se vieron tres pequeñas olas. Mientras tanto, en Meulaboh se detectaron olas de hasta 80 centímetros. Olas de 1 metro fueron registradas en Simeulue pero no causaron daños significativos.

## Alertas de tsunami
Tres horas después del terremoto de 8,6, los expertos no estaban seguros de que si se había generado o no un tsunami. Un geofísico del Centro de Alerta de Tsunamis del Pacífico (PTWC por sus siglas en inglés) informó que las boyas de medición detectaron olas de hasta un metro de altura. El PTWC informó a las 10:14 UTC que un tsunami se había generado y que podría haber sido destructivo en las zonas costeras cercanas al epicentro. Un sismólogo del British Geological Survey dijo que el tipo de terremoto fue de desplazamiento lateral y que el movimiento del agua oceánica había sido casi nulo, y descartó un tsunami destructivo. Las autoridades de Indonesia informaron mediante un boletín, que la probabilidad de que un tsunami destructivo se haya generado era baja.
El Centro de Alerta de Tsunamis del Pacífico, institución dependiente de la Administración Nacional Oceánica y Atmosférica de Estados Unidos, emitió una alerta de tsunami preventiva para Indonesia, India, Sri Lanka, Australia, Birmania, Tailandia, Maldivas, Malasia, Mauricio, Isla de Reunión, Seychelles, Pakistán, Somalia, Omán, Madagascar, Irán, UAE, Yemen, Comores, Bangladés, Tanzania, Irak, Mozambique, Kenia, Islas Crozet, Islas Kerguelen, Sudáfrica y Singapur. La alerta de tsunami fue cancelada horas después de conocerse el tipo de terremoto.

## Detalles
El movimiento telúrico principal ocurrió a las 14:38:37, teniendo una magnitud al principio de 8,6 en la escala de Richter, tuvo una profundidad de 13 km. A las dos horas ocurrió una réplica que alcanzó los 8,2 de magnitud de momento y para sorpresa de Indonesia y del Mundo, no cobró la vida de nadie y de nuevo no generó Tsunami. La replica tuvo una profundidad de 16,4 km. Luego de meses de estudio la magnitud podría ser elevada a más de 8,6.
Después del segundo movimiento, se declaró alerta de tsunami para 20 países debido a la magnitud del sismo.
La zona es altamente sísmica, no se descartó que se generen más sismos de mayor intensidad en un lapso corto de tiempo, debido a la magnitud de los dos sismos de magnitud superior a 8,0. El sismo originó terremotos de hasta 6,0 en la zona norte del océano Índico.

## Consecuencias
Ambos sismos provocaron un total de 34 muertos y al menos 7 lesionados de gravedad, los daños materiales son moderados en algunas viviendas cercanas a las costas de Indonesia (como por ejemplo Banda Aceh) y Sri Lanka.
Los sismos deslizantes provocaron una gran fractura en la placa indoaustraliana y crearon una nueva placa. Los sismos, además, provocaron que la actividad sísmica de la Tierra creciera 5 veces más de lo normal a nivel mundial. Este suceso ha sido estudiado más de lo normal durante septiembre y deja pensar a los científicos que la magnitud del sismo pudo ser más fuerte de lo estudiado antes y que esto puede traer consecuencias graves en zonas donde se pensaba que iba a temblar muchos años después, como el sismo de Colombia de 2012, que se pensaba que iba a ocurrir muy tarde.